# Anguilloidei
Anguilloidei es un suborden de peces anguiliformes compuesto por tres familias:
- Anguillidae
- Heterenchelyidae
- Moringuidae